# V (1983年のテレビドラマ)
『V』（ヴイ）は、アメリカのテレビドラマ。侵略目的で地球にやって来た宇宙人との闘いを描いたSF作品で、二夜連続の2時間枠で放送された。
翌年には続編『V: The Final Battle』が三夜連続の2時間枠で放送され、同年、1時間枠でシリーズ化もされたが、1シーズンで打ち切られた。
日本では1987年に2時間枠分が「正編」として5巻セットで、翌年1時間枠分が「続編」として10巻セットでビデオ発売された。
タイトルの「V」は「Visitor」（来訪者）の頭文字であると同時に「Victory」（勝利）・「Victim」（犠牲者）の頭文字でもある。

## あらすじ
ある日、巨大な宇宙船が地球上に飛来した。人間と何も変わらない容姿を持った宇宙人『ビジター』は、全人類に修好を約束する。しかし、彼らの真の目的は地球上の豊富な水資源の略奪、そして食料としての人間を捕獲することであった。しかも彼らの実体はヒト型爬虫類だった。
『ビジター』達の真の目的を知った抵抗活動家は『ビジター』を撃退すべく行動に出る。

## 出演
| 役名                     | 俳優                     | 日本語吹き替え | 日本語吹き替え | 日本語吹き替え |
| 役名                     | 俳優                     | ソフト版       | 日本テレビ版   |                |
| ビジター                 | ビジター                 | ビジター       | ビジター       |                |
| ------------------------ | ------------------------ | -------------- | -------------- | -------------- |
| ダイアナ                 | ジェーン・バドラー       | 横尾まり       | 小宮和枝       |                |
| ジョン                   | リチャード・ハード       | 納谷悟朗       | 田口計         |                |
| ウイリー                 | ロバート・イングランド   | 八代駿         | 緒方賢一       |                |
| スティーブン             | アンドリュー・プライン   | 納谷六朗       | 納谷六朗       |                |
| マーチン                 | フランク・アシュモア     | 石井隆夫       | 筈見純         |                |
| ブライアン               | ピーター・ネルソン       | 大塚芳忠       | 速水奨         |                |
| パメラ                   | サラ・ダグラス           |                | 鈴木弘子       |                |
| ビジターへの協力者       |                          |                |                |                |
| ダニエル                 | デヴィッド・パッカー     | 島田敏         | 島田敏         |                |
| エレノア（マイクの母）   | ネヴァ・パターソン       | 瀬能礼子       | 寺島信子       |                |
| クリスチン               | ジェニー・サリヴァン     | 宗形智子       | 横尾まり       |                |
| レジスタンス             |                          |                |                |                |
| マイク・ドノバン         | マーク・シンガー         | 曽我部和恭     | 磯部勉         |                |
| ジュリー・パリッシュ     | フェイ・グラント         | 勝生真沙子     | 勝生真沙子     |                |
| エライアス・テイラー     | マイケル・ライト         | 永井寛孝       | 大塚芳忠       |                |
| ロバート                 | マイケル・デュレル       | 村越伊知郎     | 堀勝之祐       |                |
| ロビン                   | ブレア・テフキン         | 安達忍         | 安達忍         |                |
| ケイレブ                 | ジェイソン・バーナード   |                |                |                |
| ハム・タイラー           | マイケル・アイアンサイド | 沢りつお       | 麦人           |                |
| ジェイク・テイラー       |                          |                | 坂口芳貞       |                |
| ブラッド                 | ウィリアム・ラス         |                | 大塚明夫       |                |
| サンチョ                 | ラファエル・キャンポス   |                | 池田勝         |                |
| ルビー                   | カミラ・アシュランド     |                | 中村紀子子     |                |
| ハーミー                 | ダイアン・クレイ         |                | 丸山裕子       |                |
| アンドルー神父           | トーマス・ヒル           | 仁内建之       | 宮川洋一       |                |
| 民間人                   |                          |                |                |                |
| エイブラハム             | レオナルド・チミノ       | 槐柳二         | 千葉耕一       |                |
| トニー                   | エヴァン・C・キム        |                | 石丸博也       |                |
| ショーン（マイクの息子） | エリック・ジョンストン   | 石川寛美       | 田中真弓       |                |

- 日本テレビ版：初回放送1988年12月2日『金曜ロードショー』

翻訳：木原たけし、演出：伊達康将

## スタッフ
- 製作総指揮 - ケネス・ジョンソン、ダニエル・H・ブラット、ロバート・シンガー
- 製作 - チャック・ボウマン（I、II）、ディーン・オブライエン（III、IV、V）
- 監督 - ケネス・ジョンソン（I、II）、リチャード・T・ヘフロン（III、IV、V）
- 音楽 - ジョー・ハーネル（I、II）、デニス・マッカーシー（III、IV、V、V2 ビジターの逆襲）
- 撮影 - スティーヴン・ラーナー
- 脚本 - ケネス・ジョンソン（I、II）

## サブタイトル

### テレビ放映時
- (I) ビジター・宇宙からの訪問者  初回放送：1988年12月2日、日本テレビ「金曜ロードショー」
- (II) レジスタンス・壮絶なる抵抗  初回放送：1988年12月9日、日本テレビ「金曜ロードショー」
- (III) スニーク・イン 決死の潜入  初回放送：1989年01月13日、日本テレビ「金曜ロードショー」
- (IV) エスケープ 恐怖からの脱出  初回放送：1989年02月3日、日本テレビ「金曜ロードショー」
- (V) ファイナルバトル 最後の決戦  初回放送：1989年02月10日、日本テレビ「金曜ロードショー」

### ビデオソフト、LD、DVD
- (I) 来訪者（ビジター）
- (II) 抵抗（レジスタンス）
- (III) 潜入（スニーク・イン）
- (IV) 脱出（エスケープ）
- (V) 決戦（ファイナルバトル）

## ストーリー

### I、ビジター・宇宙からの訪問者
ある日、地球の各都市に多数の宇宙船が飛来した。地球人の多くは侵略を恐れるが、ビジターの代表は和平を望んだ。彼らの故郷は環境破壊に直面しており、地球人に協力を求めたのだ。その言葉を信じた地球人は彼らに同情して、全面的な協力を約束する。しかし、テレビカメラマンのマイクはビジターの母船に乗り込み、彼らが文字通り人の皮を被ったヒト型爬虫類型宇宙人であることを知ってしまう。ビジターの正体を暴くべく、彼らの正体を収録したビデオテープを放送しようとするマイク。しかし報道機関はビジターの手に落ち、マイクは危険人物とみなされて追われる身となってしまう。やがて、一見すると友好的なビジターに反感を抱く人々も現われ始めた。老人がビジターのポスターに「V」の文字を記す、それはいずれ勝ち取るであろう勝利の「V」を意味していた。

### II、レジスタンス・壮絶なる抵抗
マイクはビジターの追跡をかわし切れず、ついに囚われの身となってしまう。死刑を宣告されたがビジターの一人・マーティンに助けられ、ビジターの中にも少数だが「地球絶滅計画」を批判して抵抗する者がいることを知る。一方、地球ではビジターの女性司令官・ダイアナが地球人の抑圧を開始して、反抗的な地球人を誘拐していった。ビジターに弾圧された科学者達は医者の卵・ジュリーを中心にレジスタンス運動を始め、秘密キャンプを構えて本格的に活動を開始する。しかし、ビジターの若者・ブライアンに恋した少女・ロビンが捕まり、その身を案じた父はレジスタンスの場所を漏らしてしまう。レジスタンスに身を投じたマイクは再び母船に潜入して、マーティンと再会。彼から仮死状態で「貯蔵」されている地球人を見せられ、ビジターが「水」と「食料」を求めて地球に来たことを知らされる。

### III、スニーク・イン 決死の潜入
「食料」としての人類を確保する一方で、協力的な面を見せるビジターはLAメディカル・センターに世界中の名士を集めて癌のワクチンを地球人に与えると発表。その時、センターに侵入していたレジスタンスがビジターの指揮官・ジョンの顔の皮膚を剥ぎ、世界中にビジターの正体を明らかにした。だがビジターはマイクの母で協力者のエレノアをアナウンサーに起用して映像を編集、何事もなかったかのように放映する。そしてレジスタンスはビジターの正体を明らかにした見返りに、リーダーのジュリーを奪われてしまう。

### IV、エスケープ 恐怖からの脱出
マイクの友人で「戦争屋」のタイラーをメンバーに加えたレジスタンスは、捕らわれたジュリーを救出するために動き出す。ジュリーはビジターからの情報をもたらし、カリフォルニア州の水が狙われていることを伝える。レジスタンスは水資源を守るため、給水施設爆破に向かう。水資源の確保に失敗したビジターは、捕らえていたマイクの息子をエサにマイクの身柄を確保。自白剤を用いてビジター内部の反乱分子を聞き出す。一方ビジターの子を身ごもったロビンの出産が近づいていた。

### V、ファイナルバトル 最後の決戦
ビジターに囚われたマイクは、マーティンとともに宇宙船から脱出する。一方、ビジターであるブライアンの子供を身ごもったロビンが遂に出産。生まれてきたのは「スプリット・タング（先の割れた舌）を持つ人間」と「ほとんど爬虫類」という双子だった。複雑な心境のレジスタンスのメンバーが見守る中、「ほとんど爬虫類」の子供がビジターと地球人の混血によるバクテリアが原因で死亡してしまう。これによりビジターがこのバクテリアに弱いことが判明。早速、レジスタンスはバクテリアを培養して、ビジターを全滅させる計画を立てる。しかし、マーティンからの情報で母船には核兵器が搭載されていることが判明する。核戦争の危機をはらみながらレジスタンスの作戦は実行に移される。

## V2/ビジターの逆襲
『V2/ビジターの逆襲』（原題：V, またはV: The Series）は、1984年10月26日から1985年3月22日までに放送された。1時間ずつ、全19回。キャストは前作とほぼ同じ。
日本では、第1・2話が『金曜ロードショー』で1990年5月25日に放映され、第3話以降が1990年5月27日から9月23日まで日本テレビ系の日曜10時30分枠で放映された。

### あらすじ
前作のラストで人類の反撃を受けたビジターは全滅したかに見えたが、ビジターの女性リーダー、ダイアナだけは生き残り、他の宇宙船に救われる。
束の間の勝利に喜んだ人類だが、再びビジターたちとの激しい戦いが始まる。

### 放映リスト
- 第1話：解放記念日 ("Liberation Day")
- 第2話：大艦隊 ("Dreadnought")
- 第3話：突破 ("Breakout")
- 第4話：策略 ("The Deception")
- 第5話：敵意 ("The Sanction")
- 第6話：バリア ("Visitor's Choice")
- 第7話：ビジター・サミット ("The Overlord")
- 第8話：地下資源 ("The Dissident")
- 第9話：2人のエリザベス ("Reflections in Terror")
- 第10話：暗殺指令 ("The Conversion")
- 第11話：処刑 ("The Hero")
- 第12話：スパイ ("The Betrayal")
- 第13話：死の婚礼 ("The Rescue")
- 第14話：新たな指導者 ("The Champion")
- 第15話：裏切り者 ("The Wildcats")
- 第16話：対決 ("The Littlest Dragon")
- 第17話：ウォー・ゲーム ("War of Illusions")
- 第18話：偽装 ("The Secret Underground")
- 第19話：旅立ち ("The Return")

※第1・2話は『金曜ロードショー』で1990年5月25日に放映。

## 2009-2011年版
2009年11月3日からリメイク版の新シリーズがアメリカン・ブロードキャスティング・カンパニーで放送された。日本では2011年よりスーパー!ドラマTVで放映されている。しかしアメリカでの放送では視聴者数が激減したことなどから2011年3月15日を以って打ち切りとなった。

## 出版物関係（日本）

### 小説版
- 『V』（A・C・クリスピン（英語版）、サンリオSF文庫、1986年）

### 漫画版
原作：ケネス・ジョンソン、監修：永井豪、画：安田タツ夫
- 「悪魔の来訪者～Visitor～」（上巻）勁文社
- 「勝利～Victory～への道」（下巻）勁文社